# Дмитрий Яковенко
Дмитрий Олегович Яковенко е руски шахматист и гросмайстор.

## Биография
Дмитрий Яковенко е роден на 28 юни 1983 в Омск, но детството му преминава в Нижневартовск.
Яковенко играе шахмат от тригодишна възраст с първи учител – баща му. На възраст от седем години Дмитрий става шахматист от първа категория, а на четиринайдесет вече е международен майстор. Треньор на Яковенко е бил Александър Никитин.
Дмитрий Яковенко завършва училище със златен медал. Увлича се по точните науки математика и физика. Дмитрий е печелил Всеруската математическа олимпиада зона Сибир. След като завършва училище, през 1999 г. Яковенко се записва във Факултета по изчислителна математика и кибернетика на Московския държавен университет. Дипломира се през 2004 г.
През 1999 г. Яковенко заема второ място на световното първенство по шахмат за юноши до 16 години.
През 2001 г. става световен шампион при юношите до 18 години.
През 2002 г. Яковенко разделя първото място на открития турнир в Пардубице. През 2005 г. печели турнира в Монреал и заема второ място в руското първенство. Година по-късно Яковенко взима сребърния медал в първенството на Русия. На суперфинала Яковенко събира еднакъв брой точки с Евгени Алексеев, но отстъпва в допълнителния мач по ускорен шахмат.
През януари 2007 г. Яковенко заема второ място на Б-турнира във Вайк ан Зее. През март същата година Яковенко заема второ място (зад Е. Алексеев) на турнира Аерофлот Оупън. Пак през март печели турнира в Пойковски.
През ноември 2007 г. Яковенко става шампион на Европа с отбора на Русия.
Дмитрий Яковенко играе в немската Бундеслига за отбора „Мюлхайм-Норд“, и в отборното първенство на Русия за обора „Томск-400“.